# شركة المدى القابضة
شركة المدى القابضة (سابقا الشركة الوطنية للاستثمار)، هي شركة مغربية مملوكة للأسرة الحاكمة في المغرب، وإحدى أكبر الشركات الاستثمارية في المغرب العربي. يعود تاريخ تأسيسها إلى سنة 1966، حيث كان الهدف منها النهوض بالصناعة المغربية.
في سنة 1994، تمت خصخصة الشركة ببيع ما مجموعه %51 من رأسمالها لمجموعة من المؤسسات المالية المغربية والدولية. في عام 1999 سيطرت مجموعة أونا على الشركة بعد معركة في أسهم البورصة مع مجموعة بنجلون. أصبحت الشركة أكبر مساهم في أونا إثر عملية تبادل أصول فرطت بموجبها عدد من مساهمتها لصالح أونا.
تملك حاليا الشركة %33.3 من مجموعة أونا إضافة لعدة مساهمات أهمها في صوناسيد (صناعة الصلب) ولافارج المغرب (صناعة الاسمنت). تملك سيجير القابضة 59.35% من رأسمال الشركة (عبر كوبروبار المملوكة بالكامل من طرفها)، في حين تملك الملكية الوطنية للتأمين (التابعة لمجموعة بنجلون) 12.6%. بلغت إيرادات الشركة سنة 2006 2.42 مليار درهم مغربي وأرباحها 619 مليون. رئيسها هو حسن بوحمو وهي مدرجة منذ يوليو 1967 في بورصة الدار البيضاء.
في 28 مارس 2018، أعلنت الشركة الوطنية للاستثمار في بلاغ صحفي تغيير اسمها إلى شركة المدى القابضة.